# Euromünzen
Die Euromünzen sind die in derzeit 20 Ländern der Europäischen Union sowie den Nicht-EU-Staaten Andorra, Monaco, San Marino und Vatikanstadt in Umlauf gebrachten Münzen der gemeinsamen europäischen Währung Euro. Ein Euro wird unterteilt in 100 Cent; es gibt acht Nennwerte für Münzen.
Die Euromünzen wurden zusammen mit den Eurobanknoten ab dem 1. Januar 2002 eingeführt. Das Prägejahr der Münzen kann aber bis 1999 zurückgehen, als die Währung offiziell als Buchgeld eingeführt wurde.

## Beschreibung
| Bild    | Wert    | Durchmesser | Dicke   | Masse  | Rändelung (für Sehbehinderte)                   | Material | ferro- magnetisch   |
| ------- | ------- | ----------- | ------- | ------ | ----------------------------------------------- | --- | ------------------- |
| 1 Cent  | 1 Cent  | 16,25 mm    | 1,67 mm | 2,30 g | glatt                                           | Stahl mit Kupfer-Ummantelung (94,35 % Fe, 5,65 % Cu)                                                            | ja                  |
| 2 Cent  | 2 Cent  | 18,75 mm    | 1,67 mm | 3,06 g | glatt mit umlaufender Kerbe                     | Stahl mit Kupfer-Ummantelung (94,35 % Fe, 5,65 % Cu)                                                            | ja                  |
| 5 Cent  | 5 Cent  | 21,25 mm    | 1,67 mm | 3,92 g | glatt                                           | Stahl mit Kupfer-Ummantelung (94,35 % Fe, 5,65 % Cu)                                                            | ja                  |
| 10 Cent | 10 Cent | 19,75 mm    | 1,93 mm | 4,10 g | grobe Riffelung (40 Riffel)                     | Nordisches Gold (89 % Cu, 5 % Al, 5 % Zn, 1 % Sn) Dichte: 7,01 g/cm³                                            | nein                |
| 20 Cent | 20 Cent | 22,25 mm    | 2,14 mm | 5,74 g | spanische Blume (glatt mit 7 Einkerbungen)      | Nordisches Gold (89 % Cu, 5 % Al, 5 % Zn, 1 % Sn) Dichte: 7,01 g/cm³                                            | nein                |
| 50 Cent | 50 Cent | 24,25 mm    | 2,38 mm | 7,80 g | grobe Riffelung (50 Riffel)                     | Nordisches Gold (89 % Cu, 5 % Al, 5 % Zn, 1 % Sn) Dichte: 7,01 g/cm³                                            | nein                |
| 1 Euro  | 1 Euro  | 23,25 mm    | 2,33 mm | 7,50 g | gebrochene Riffelung (3 × 29 Riffel)            | Ring: Nickel-Messing (75 % Cu, 20 % Zn, 5 % Ni) Kern: Kupfernickel, Nickel, Kupfernickel geschichtet (Magnimat) | Ring: nein Kern: ja |
| 2 Euro  | 2 Euro  | 25,75 mm    | 2,20 mm | 8,50 g | feine Riffelung mit Schriftprägung (252 Riffel) | Ring: Kupfernickel (75 % Cu, 25 % Ni) Kern: Nickel-Messing, Nickel, Nickel-Messing geschichtet                  | Ring: nein Kern: ja |

Gemeinsam ist den 1- und 2-Euro-Münzen ein Aufbau aus Ring und Kern (auch Pille). Vor der Prägung spricht man auch von Rohlingen und Ronden. Beim 1-Euro-Stück ist das ferromagnetische Nickel der Pille mit Kupfernickel beschichtet, beim 2-Euro-Stück mit Nickel-Messing.
Die Wahl des Münzmetalls war eine Frage der Zweckmäßigkeit und der Kosten. Münzlegierungen dürfen insbesondere nicht rostempfindlich sein und sollen sich im Gebrauch wenig abnutzen; Hautkontakt soll zudem keine Allergien auslösen. Wichtig ist auch, dass der Metallwert unter dem Nennwert der Münze bleibt – sonst besteht die Gefahr, dass die Münzen eingeschmolzen und als Ware gehandelt werden.
Die Herstellungskosten einer 1-Cent-Münze entsprachen 2004 dem Nominalwert. Die Herstellungskosten einer 2-Euro-Münze hingegen betrugen seinerzeit in Deutschland nur 13 Cent. Die Seigniorage genannte Differenz zum Nominalwert kommt dem jeweiligen Finanzministerium zugute.
Euromünzen haben auf Grund ihres Anteils an Nickel ein hohes Allergiepotenzial.
Der bimetallische Aufbau von 1- und 2-Euro-Münzen führt bei Kontakt mit menschlichem Schweiß zu einer galvanischen Potentialdifferenz von 30–40 mV. Über die dadurch bedingte Bimetallkorrosion werden Nickelionen freigesetzt und die Grenzwerte der Europäischen Direktive 94/27/EEC für Nickel können bis um das 320-fache überschritten werden.
Schätzungen von Allergologen zufolge leiden in Deutschland bis zu elf Prozent der Frauen und sechs Prozent der Männer unter einer Nickelallergie. Kommen sie länger mit dem Metall in Kontakt, rötet sich die Haut, juckt und bildet Bläschen.
Nach Angaben des Ärzteverbandes Deutscher Allergologen haben Kassierer und Bankangestellte ein deutlich erhöhtes Allergierisiko.

### Münzstätten, Münzmeister
Euromünzen wurden und werden in folgenden Prägestätten und mit diesen Münzstättenzeichen (Mzz) geprägt:
| Land                   | Zeitraum      | Prägeanstalt                                                                        | Standort                                                 | Münzstättenzeichen                                               | Bemerkung |
| ---------------------- | ------------- | ----------------------------------------------------------------------------------- | -------------------------------------------------------- | ---------------------------------------------------------------- | --- |
| Belgien                | 1999 bis 2017 | Monnaie Royale de Belgique/ Koninklijke Munt van België/ Königliche Belgische Münze | Brüssel                                                  | ab 2008: behelmter Kopf des Erzengels Michael                    | Seit 1. Januar 2018 nur noch für die Bestellung von Umlaufmünzen, die Konzeption neuer Münzen und die Bekämpfung der Falschmünzerei zuständig. Prägung und Vermarktung von Umlaufmünzen wurden der Königlichen Niederländischen Münze (KNM) zugewiesen.                                         |
| Deutschland            | seit 1999     | Staatliche Münze Berlin                                                             | Berlin                                                   | A                                                                | auch für Estland (Gemeinschaftsausgabe 2012) |
| Deutschland            | seit 1998     | Hamburgische Münze                                                                  | Hamburg                                                  | J                                                                | |
| Deutschland            | seit 1999     | Staatliche Münze Baden-Württemberg Standort Karlsruhe                               | Karlsruhe                                                | G                                                                | auch für Lettland (1 und 10 Cent sowie 1 Euro 2014) |
| Deutschland            | seit 1998     | Bayerisches Hauptmünzamt                                                            | München                                                  | D                                                                | |
| Deutschland            | seit 1999     | Staatliche Münze Baden-Württemberg Standort Stuttgart                               | Stuttgart                                                | F                                                                | auch für Lettland (2, 5, 20 und 50 Cent sowie 2 Euro 2014) sowie Gedenkmünze 2014 und Gemeinschaftsausgabe 2015 |
| Finnland               | seit 1999     | Suomen Rahapaja (Mint of Finland, Finnische Münze)                                  | Vantaa                                                   | bis 2006: ohne / 2007–2010: Füllhorn mit Ronden ab 2010/11: Löwe | auch für Griechenland (1 und 2 Euro 2002 „S“), Luxemburg (2005), Irland (PP 2007), Slowenien (Gedenkmünzen 2007, 2009–2011), Zypern (2008 und Kursmünzen 2009) und Estland (2011) |
| Frankreich             | seit 1999     | Monnaie de Paris                                                                    | Pessac                                                   | Füllhorn                                                         | auch für Monaco, Griechenland (1, 2, 5, 10, 50 Cent 2002 „F“), Irland (2007 1 Cent), Luxemburg (2007, 2008), Malta 2008, 2015 (Gedenkmünze) und 2016 bis 2021 („F“) sowie einen Teil der 10-, 20-Cent- und 2-Euro-Münzen 2023, Andorra (Münzausgaben ungerader Jahre)                           |
| Griechenland           | seit 2001     | Νομισματοκοπείο/Nomismatokopeio (Bank of Greece – Mint)                             | Halandri (Athen)                                         | Palmette                                                         | außer einem Teil der Kursmünzen 2002 auch für Zypern (ab 2010 und Gemeinschaftsausgaben 2012 und 2015) |
| Irland                 | seit 1999     | Lárionad Airgeadra an Bhainc Ceannais/ Central Bank Currency Centre                 | Áth an Ghainimh (Baile Átha Cliath) / Sandyford (Dublin) | ohne                                                             | außer 1 und 5 Cent 2002 sowie 1 Cent 2007, außer PP 2006, 2007, 2009, 2012 und 2016 sowie Gemeinschaftsausgaben 2007, 2009, 2012 und 2015 |
| Italien                | seit 1999     | Istituto Poligrafico e Zecca dello Stato                                            | Rom                                                      | R                                                                | auch für San Marino und Vatikanstadt |
| Kroatien               | seit 2023     | Hrvatska kovnica novca (Croatian Mint)                                              | Sveta Nedelja                                            | Quadrat im Kreis                                                 | |
| Litauen                | seit 2015     | Lietuvos monetų kalykla (Lithuanian Mint)                                           | Vilnius                                                  | LM (im Kreis)                                                    | auch für Estland (Gedenkmünzen 2015 bis 2018) |
| Niederlande            | seit 1999     | Koninklijke Nederlandse Munt (KNM)                                                  | Utrecht, seit März 2020 Houten                           | Hermesstab                                                       | auch für Luxemburg (bis 2004, 2006 und ab 2009), Slowenien 2008 (Trubar) und 2014 (Celjska), Zypern 2009 (WWU), Irland (PP und 2-Euro-Gedenkmünzen 2009 und 2012), Malta (Gemeinschaftsausgaben 2009, 2012 und 2015), Estland (Kursmünzen 2012), Belgien (ab 2018), Lettland (Gedenkmünze 2019) |
| Österreich             | seit 1999     | Münze Österreich                                                                    | Wien                                                     | ohne                                                             | auch für Irland (PP der Gedenkmünzen 2015 und 2016) |
| Portugal               | seit 1999     | Imprensa Nacional-Casa da Moeda                                                     | Lissabon                                                 | INCM, bei Gedenkmünzen ab 2020: CASA DA MOEDA                    | |
| Slowakei               | seit 2008     | Mincovňa Kremnica                                                                   | Kremnica                                                 | MK (im Kreis)                                                    | auch für Slowenien (2012, 2013, 2015 und 2017) |
| Spanien                | seit 1999     | Fábrica Nacional de Moneda y Timbre – Real Casa de la Moneda                        | Madrid                                                   | gekröntes M                                                      | auch für Griechenland (20 Cent 2002 „E“) und Andorra (Münzausgaben gerader Jahre) |
| Vereinigtes Königreich |               | Royal Mint                                                                          | Llantrisant (Rhondda Cynon Taf)                          |                                                                  | für Irland: 1 und 5 Cent 2002 |

Euromünzen wurden und werden mit folgenden Münzmeisterzeichen (Mmz) geprägt:
| Land        | Prägeanstalt                           | Standort                       | Zeitspanne                                                          | Münzmeisterzeichen | Münzmeister |
| ----------- | -------------------------------------- | ------------------------------ | ------------------------------------------------------------------- | --- | --- |
| Belgien     | Königliche Münze Belgien               | Brüssel                        | 1999–2008 2009–2012 2013–2016 2017–2022 ab August 2022 1            | Waage Feder Katze Wappen der Gemeinde Herzele Aster vor Erlenmeyerkolben | Romain Coenen Serge Lesens Bernard Gillard Ingrid Van Herzele Giovanni Van de Velde |
| Frankreich  | Monnaie de Paris                       | Pessac                         | 1999–2000 2001–2002 2003 2004–2010 2011–2020 ab 2021                | Biene Hufeisen Herz (Ligatur aus S und L) Jagdhorn (mit Tierkreiszeichen Fische) Fünfeck mit AGMP, YS Nashorn mit den Initialen JJ im Quadrat                                                                             | Pierre Rodier Gérard Burqoy Serge Levet Hubert Larivière Yves Sampo Joaquin Jimenez |
| Niederlande | Königliche Niederländische Münze (KNM) | Utrecht, seit März 2020 Houten | 1999 2000 2001 2002 2003–2015 2015–2016 2016–2017 2017–2021 ab 2022 | Pfeil und Bogen Pfeil und Bogen mit Stern Fruchttragende Weinranke Fruchttragende Weinranke mit Stern Kurssetzende Segel des Dreimastklippers Nederland Kurssetzende Segel mit Stern Sint-Servaas-Brücke, Maastricht Rabe | Chris van Draanen Vakanz unter Erik van Schouwenburg Robert Bruens Vakanz unter Maarten Brouwer Maarten Brouwer Vakanz unter Kees Bruinsma Vakanz unter Ted Peters Stephan Satijn Bert van Ravenswaaij |

Münzmeisterzeichen sind zu unterscheiden von Münzsignaturen, die den Münzgestalter oder den Münzgraveur benennen.

### Entwertung, Verschrottung
Zwischen Ende 2009 und Anfang 2011 wurden, vorwiegend von Flugbegleitern, Münzen im Nennwert von 866.000 Euro mit dem Ersuchen um Einziehung und Ersatz bei der Bundesbank eingeliefert. Die Münzen stammten überwiegend aus Frankreich, Belgien, Österreich oder Spanien und waren von oder im Auftrag europäischer Zentralbanken durch Münztrennung entwertet, als Metallschrott weiterveräußert und unautorisiert nachträglich in China wieder zusammengesetzt worden.
Der erhobene Vorwurf des Sichverschaffens und Inverkehrbringens von falschem Geld hatte vor dem Bundesgerichtshof keinen Bestand.
Da die Münzen außerhalb des allgemeinen Zahlungsverkehrs eingeliefert wurden, bestand keine Gefahr, dass sie wieder in den Umlauf gelangten, da diese nicht nur erkennbar unfachmännisch zusammengesetzt, sondern auch stark beschädigt und daher nicht mehr umlauffähig waren. Die Deutsche Bundesbank hatte über einen Zeitraum von mehr als einem Jahr mehrere hundert durchsichtige „Safebags“ mit solchen Münzen beanstandungsfrei angenommen und deren Nennwert erstattet. Diese Praxis der Bundesbank spricht gegen die Annahme, die amtliche Entwertung von Bicolormünzen erfolge im Wege der Trennung von Ring und Pille. Die Strafkammer konnte keine Erkenntnisse über das Entwertungsverfahren bei Euromünzen in anderen Euro-Ländern gewinnen, da sämtliche Anfragen der Ermittlungsbehörden an die jeweiligen Landeszentralbanken Frankreichs, Belgiens, Österreichs und Spaniens unbeantwortet blieben.

### Münzfälschung, Bargeldversorgung
Trotz ihrer hohen technischen Qualität werden auch Euromünzen gefälscht. Durch die Vielzahl von Produktionsstandorten und Trägermaterialien erhöht sich die Gefahr, dass geheime Informationen hinsichtlich der Sicherheitsmerkmale in die falschen Hände geraten. Am 22. Juli 1998 forderte die Kommission die baldige Errichtung eines harmonisierten Rechtsrahmens und den Aufbau einer von der EZB unterhaltenen EU-Geldfälschungsdatenbank. Im Oktober 1998 wurde vereinbart, diese durch eine Datenbank über Münzfälschung zu ergänzen. Am 3. Februar 1999 beschloss der Wirtschafts- und Finanzausschuss den Counterfeit Organisation and Investigation Network / C.O.I.N. genannten Plan zur Errichtung eines Europäischen Zentrums für technische und wissenschaftliche Analysen (ETSC / European Technical and Scientific Center) zur Analyse und Klassifizierung aller weltweit aufgespürten Fälschungen von Euro-Münzen sowie nationale Münzanalysezentren zur Erfassung aller in ihrem Staatsgebiet auftretenden Fälschungsfälle. Der Rat Justiz und Inneres (JAI) beschloss am 29. April 1999, den Aufgabenbereich von Europol um die Bekämpfung der Geldfälschung zu erweitern.
2012 wurden nach Angaben der EZB rund 184.000 Falschmünzen aus dem Verkehr gezogen. Somit kam auf 100.000 echte Münzen eine Fälschung. Die 2-Euro-Münze macht fast zwei Drittel aller entdeckten Falschmünzen aus.
Die Deutsche Bundesbank registrierte 2013 rund 52.000 Münzfälschungen. Anfang Dezember 2014 wurden in Italien 306.000 in China produzierte falsche Ein-Euro- und Zwei-Euro-Münzen mit einem Gesamt-Nennwert von 556.000 Euro sichergestellt.
Die zum 1. Januar 2013 in Deutschland in Kraft getretene Bargeldprüfungsverordnung, die aufgrund einer EU-Verordnung zur Festlegung von Maßnahmen zum Schutz des Euro gegen Geldfälschung erlassen wurde, sieht vor, dass Banken auch Münzen auf Fälschungen prüfen oder prüfen lassen müssen, so wie es zuvor schon bei Geldscheinen vorgeschrieben war. Während einer Übergangsfrist konnten Bankinstitute ihre alten Automaten zum Einzahlen von Münzen noch verwenden. Ab Anfang 2015 sind nur noch zertifizierte Geräte zugelassen. Eine neue „Bandstraße“, die Münzen sammelt, sortiert und auf Echtheit prüft, kostet 200.000 Euro. Demzufolge delegieren z. B. Sparkassen das Zählen und Prüfen von Münzen an Werttransportunternehmen, und Kunden – beispielsweise Kaufleute, die ihre Tageseinnahmen abliefern – müssen für jede Münzeinzahlung dann eine Gebühr von fünf Euro zahlen.
Hintergrund ist, dass sich die Deutsche Bundesbank mehr und mehr von der Versorgung mit Hartgeld zurückzieht. Im Jahr 2000 konnten Läden ihre Einnahmen in 129 Filialen der Landeszentralbanken einzahlen; doch von denen sind mittlerweile drei Viertel geschlossen. 2015 sank ihre Zahl auf 34 Filialen. Münzen bekommen Banken von der Bundesbank auch nicht mehr in kleinen Stückelungen, sondern nur noch in Form eines 700 kg wiegenden Containers.
| Nennwert  | Umlaufmenge  | Anteil | Umlaufwert    | Anteil am Wert |
| --------- | ------------ | ------ | ------------- | -------------- |
| 01 Cent   | 038.781 Mio. | 26,8 % | 00.388 Mio. € | 01,2 %         |
| 02 Cent   | 030.286 Mio. | 20,9 % | 00.606 Mio. € | 01,9 %         |
| 05 Cent   | 023.640 Mio. | 16,3 % | 01.182 Mio. € | 03,7 %         |
| 10 Cent   | 016.677 Mio. | 11,5 % | 01.668 Mio. € | 05,2 %         |
| 20 Cent   | 013.121 Mio. | 09,1 % | 02.624 Mio. € | 08,1 %         |
| 50 Cent   | 006.938 Mio. | 04,8 % | 03.469 Mio. € | 10,7 %         |
| 01 Euro   | 008.025 Mio. | 05,5 % | 08.025 Mio. € | 24,8 %         |
| 02 Euro   | 007.189 Mio. | 05,0 % | 14.377 Mio. € | 44,5 %         |
| Insgesamt | 144.657 Mio. | 100 %  | 32.339 Mio. € | 100 %          |

## Bargeldumlauf
Im November 2022 waren rund 145 Mrd. Euromünzen mit einem Gesamtwert von rund 32 Mrd. Euro im Umlauf.
Der Umlaufwert je Münzsorte steigt mit ihrem Nennwert: 1 % des Umlaufwerts aller Münzen liegt in den 1-Cent-Münzen, 2 % in den 2-Cent-Münzen, 4 % in den 5-Cent-Münzen, 5 % in den 10-Cent-Münzen, 8 % in den 20-Cent-Münzen, 11 % in den 50-Cent-Münzen, 25 % in den 1-Euro- sowie 44 % in den 2-Euro-Münzen.
Stückzahlmäßig allerdings sind die Münzen umso zahlreicher im Umlauf, je kleiner ihr Nennwert ist; 1-Euro- und 2-Euro-Münzen sind jedoch etwas häufiger als 50-Cent-Münzen. Es laufen 38 Mrd. 1-Cent-Münzen um, doch nur gut 7 Milliarden 2-Euro-Münzen. Rein statistisch gibt es ca. 420 Euro-Münzen pro Einwohner der Eurozone.
Im Vergleich zu den Eurobanknoten machen die Münzen nur 2,0 % des gesamten Bargeldumlaufs von 1.604 Mrd. Euro aus. Jedoch sind die Umlaufmengen der Banknoten mit 29,1 Mrd. Stück deutlich geringer.

### Umlaufmünzen der Mikrostaaten
Der Rat beschloss unter anderem: „Monaco, San Marino und Vatikanstadt […] können unter bestimmten Bedingungen Euro-Münzen prägen. Zu diesem Zweck werden Frankreich (für Monaco) und Italien (für den Vatikan und San Marino) vom Rat ermächtigt, Verhandlungen zu führen und die Vereinbarung im Namen der Gemeinschaft abzuschließen.“ Am 14. Juli 2009 erstattete die Kommission dem Rat einen Bericht über die Währungsvereinbarungen mit den Kleinstaaten. Darin wird festgestellt:
- Für den Umlauf bestimmte Euro-Münzen sind primär ein Zahlungsmittel: Sie sollten frei auf dem Markt umlaufen und als Zahlungsmittel verwendet werden. Von Münzsammlern aufgekaufte Umlaufmünzen dienen nicht ihrem ursprünglichen Zweck, sondern werden ausschließlich als Sammlerstücke betrachtet.
- Aus historischen Gründen wurde die wertmäßige Obergrenze für die jährliche Ausgabe von Euromünzen unterschiedlich hoch angesetzt. So konnte im Jahr 2009 Monaco Euromünzen mit einem Nennwert von 221.000 EUR ausgeben, während San Marino eine Obergrenze von 2.183.000 EUR und die Vatikanstadt von 1.074.000 EUR hatte.
- Im Zeitraum 2000 bis 2008 erreichte die Prägeauflage in den Mitgliedstaaten des Euroraums im Durchschnitt 63 EUR pro Kopf, während bis September 2008 von Monaco Münzen im Wert von 190 EUR je Einwohner, von San Marino im Wert von 422 EUR und vom Vatikan Münzen im Wert von 7.028 EUR je Einwohner ausgegeben wurden.
- Um wenigstens einen gewissen Umlauf der Münzen der drei Länder zu ermöglichen, schlägt die Kommission vor, die Obergrenzen für die Prägeauflage der drei Länder, die eine Währungsvereinbarung unterzeichnet haben, zu erhöhen. Die neuen Obergrenzen würden nach einem neuen, einheitlichen Verfahren berechnet werden, das die Gleichbehandlung aller drei Länder gewährleistet. Die bisherigen Währungsvereinbarungen führten de facto zu einer Benachteiligung Monacos gegenüber San Marino und Vatikanstadt. So gibt derzeit San Marino etwa zehnmal und die Vatikanstadt etwa fünfmal so viele Münzen aus wie Monaco, obwohl Monaco von den drei Ländern die größte Bevölkerungszahl hat und seine Währungsvereinbarung die weitest reichenden Verpflichtungen enthält.

Nach dem neuen Berechnungsverfahren würde sich die Obergrenze für ein Jahr (n) aus einem festen und einem variablen Bestandteil zusammensetzen:
- Der feste Bestandteil dient der Deckung der Nachfrage von Münzsammlern. Schätzungen gehen davon aus, dass ein Gesamtwert von etwa 2.100.000 Euro ausreichen dürfte, die Nachfrage des Sammlermarktes zu befriedigen.
- Der variable Bestandteil stützt sich auf die durchschnittliche Pro-Kopf-Ausgabe im Euroraum. Dabei wird die durchschnittliche Anzahl von Münzen, die pro Kopf im Vorjahr (n−1) im Euroraum geprägt wurden, mit der Anzahl der Einwohner eines Landes, das eine Währungsvereinbarung unterzeichnet hat, multipliziert.

Mit dem so beschlossenen neuen Berechnungsverfahren erhöhte sich die Obergrenze für die Prägeauflage der Vatikanstadt auf 2.300.000 EUR im Jahr 2010, die von Monaco auf 2.340.000 EUR im Jahr 2012 und die von San Marino auf 2.600.000 EUR im Jahr 2013.
Am 1. April 2012 trat eine Währungsvereinbarung mit einem weiteren europäischen Zwergstaat, Andorra, in Kraft. Am 29. Dezember 2014 begann Andorra mit der Ausgabe eigener Euromünzen.
Die aktuellen, zwischen 2011 und 2012 abgeschlossenen Währungsvereinbarungen mit Andorra, Monaco und San Marino sehen vor, dass mindestens 80 % der Umlaufmünzen zum Nennwert ausgegeben werden. Lediglich im Abkommen mit der Vatikanstadt, das bereits am 17. Dezember 2009 getroffen wurde, ist noch eine niedrigere Quote, mindestens 51 %, festgeschrieben.

### Abschaffung von 1- und 2-Cent-Münzen
In einigen Euroländern wurde die Ausgabe der 1- und 2-Cent-Münzen ganz eingestellt:
- Finnland: seit der Eurobargeldeinführung am 1. Januar 2002, Prägung nur für Sammler
- Niederlande: seit dem 1. September 2004, Prägung nur für Sammler[63]
- Belgien: seit dem 1. Oktober 2014 / 1. Dezember 2019[64]
- Irland: seit dem 28. Oktober 2015[65]
- Italien: seit dem 1. Januar 2018

Während die ausgezeichneten Preise weiterhin auf 1 Cent genau sein können, werden die dann an der Kasse in bar zu zahlenden Gesamtbeträge auf den nächsten durch 5 Cent teilbaren Betrag gerundet, d. h. Beträge, die auf 1, 2, 6 oder 7 Cent enden, werden nach unten, Beträge, die auf 3, 4, 8 oder 9 Cent enden, nach oben gerundet.
Da die 1- und 2-Cent-Münzen in der gesamten europäischen Währungsunion gesetzliches Zahlungsmittel sind, müssen sie aber von den Händlern angenommen werden.
Die Produktion der Euro-Münzen ist Sache der einzelnen Mitgliedsstaaten. Da die Entscheidungen dezentral getroffen werden, erfolgt keine koordinierte Produktion und/oder Lagerung, so dass Effizienzgewinne aus einer Zusammenfassung verloren gehen. So ist es möglich, dass einige Länder zusätzliche Euro-Münzen prägen lassen, während andere Länder Lagerüberschüsse dieses Nennwerts haben. Daher bietet es sich an, Verbesserungsmöglichkeiten hinsichtlich der kleineren Stückelungen (1, 2 und 5 Cent) zu prüfen, auf die im Durchschnitt insgesamt etwa 80 % der Produktion neuer Münzen entfallen. Verglichen mit ihrem Nennwert, erzielen sie keine oder nur geringe monetäre Einkünfte, verursachen aber hohe Produktions- und Transportkosten. Da unterschiedliche nationale Seiten den Austausch oder die Übertragung von Münzvorräten unter den Ländern einschränken und einer erhöhten Effizienz der Produktion größerer Mengen entgegenstehen, könnte eine „Standardseite“ statt der nationalen Seite einen Teil des Bedarfs an den drei kleinsten Münz-Stückelungen decken.
Eine Empfehlung der Kommission vom 22. März 2010 über den Geltungsbereich und die Auswirkungen des Status der Euro-Banknoten und -Münzen als gesetzliches Zahlungsmittel lautet unter Art. 9.: Status der 1- und 2-Euro-Cent-Münzen als gesetzliches Zahlungsmittel und Rundungsregeln: In den Mitgliedstaaten, in denen Rundungsregeln angenommen wurden und die Preise folglich auf die nächsten 5 Cent auf bzw. abgerundet werden, sollten 1- und 2-Euro-Cent-Münzen weiterhin als gesetzliches Zahlungsmittel gelten und als solches angenommen werden. Die Mitgliedstaaten sollten allerdings keine neuen Rundungsregeln annehmen, da dadurch die Entlastung von einer Zahlungsverpflichtung durch Zahlung des exakten geschuldeten Betrags beeinträchtigt wird und dies in einigen Fällen zu einem Aufschlag bei Barzahlungen führen kann.
Am 4. Juli 2012 bestimmte eine Verordnung des Europäischen Parlaments und des Rates, die Kommission solle eine Folgenabschätzung über eine fortgesetzte Ausgabe von 1- und 2-Cent-Münzen vornehmen. Die EU-Kommission machte daraufhin am 14. Mai 2013 Vorschläge für eine Vergünstigung oder eine Abschaffung der 1- und 2-Cent-Münzen. Währungskommissar Olli Rehn stellte fest, die Kosten der Herstellung und Herausgabe dieser Münzen überstiegen ihren Wert. Zugleich müssten die Zentralbanken gerade von diesen Münzen besonders viele Exemplare herausgeben. Insgesamt seien in den letzten elf Jahren 45,8 Milliarden solcher Kleinstmünzen in Umlauf gebracht worden. Die Ausgabe der Kleinstmünzen habe die Euro-Staaten seit dem Start der Gemeinschaftswährung im Jahr 2002 zusammen etwa 1,4 Milliarden Euro gekostet. Die Kosten für die Cent-Münzen könnten etwa durch eine andere Materialmischung oder ein effizienteres Prägungsverfahren reduziert werden.
Bei Einführung des Euro-Bargelds, im Januar 2002, machten die 1- und 2-Cent-Münzen 31,2 % der Umlaufmünzen aus, im April 2017 hingegen 48,1 %. Die weit überdurchschnittliche Kleinmünzproduktion ist laut dem früheren Bundesbankvorstand Carl-Ludwig Thiele darauf zurückzuführen, dass rund drei Viertel der Kleinmünzen verloren gehen oder gehortet werden. Höchstens jede fünfte 1-Cent-Münze und jede vierte 2-Cent-Münze werde im Bargeldumlauf genutzt.
Estland diskutierte im Jahr 2018 ebenfalls, zukünftig den Gebrauch von 1- und 2-Cent-Münzen zu reduzieren.

## Münzbilder und Gestaltungsleitlinien
Abweichend von der in der Numismatik üblichen Bezeichnungsweise wird in den amtlichen Schreiben der EU die Wertseite als Vorderseite und die Bildseite als Rückseite bezeichnet. Die hier verwendeten Bezeichnungen orientieren sich an den von der EU verwendeten. In der Verordnung 729/2014 definiert die EU die Begriffe „Umlaufmünzen“, „Gedenkmünzen“ und „reguläre Münzen“ (an Stelle des hier verwendeten Begriffs „Kursmünzen“).

### Gemeinsame Vorderseite der Münzen
Alle Euro-Münzen haben gemeinsame Vorderseiten, die den Wert der Münze angeben. Sie wurden vom Gewinner des zu diesem Gestaltungsthema erfolgten Wettbewerbs, dem belgischen Designer Luc Luycx, entworfen, dessen Signet „LL“ aufgeprägt ist. Ende 1997 nahm Luc Luycx verschiedene Änderungen an seinen Münzentwürfen vor. Damit sollte den Anträgen einiger Mitgliedstaaten Rechnung getragen werden, die darauf abzielten, die Qualität der geographischen Darstellung zu verbessern: Luxemburg war auf den 1- und 2-Euro-Münzen, Portugal auf den 2-Euro-Münzen nicht zu erkennen, Dänemark brachte seine Verwunderung darüber zum Ausdruck, dass die Insel Fünen auf einigen Münzen als Teil des Festlands gezeichnet war, Griechenland hielt den Küstenverlauf der Peloponnes auf den 10-, 20- und 50-Cent-Münzen für falsch und wünschte die Abbildung Kretas auf den 1- und 2-Euro-Münzen, Schweden wollte die Insel Gotland, Finnland die Ålandinseln und das Vereinigte Königreich die Hebriden abgebildet sehen, die Form Deutschlands war auf den 10-, 20- und 50-Cent-Münzen nicht korrekt wiedergegeben, es fehlte die Grenze zwischen der Republik Irland und Nordirland sowie zwischen Spanien und Portugal, und die Spanier legten Wert darauf, die Kanarischen Inseln abgebildet zu sehen. Um die Anträge an objektiven Kriterien messen zu können, wurde beschlossen, nur Inseln von über 2500 km² und Inselgruppen von über 5000 km² zu berücksichtigen.
Die seit dem Prägejahr 1999 unveränderten 1-, 2- und 5-Cent-Münzen bilden die nördliche Hemisphäre mit dem östlichen Mittelmeer im Zentrum ab, also Europa als Kontinent in Nachbarschaft zu Asien und Afrika. Die seinerzeit 15 die EU bildenden Staaten sind strukturiert dargestellt. Auf den 10-, 20- und 50-Cent-Münzen bis 2007 sind die einzelnen EU-Staaten wie singuläre Puzzlesteine zu sehen; die Erweiterung der Europäischen Union von 2004 wurde jedoch bei nachfolgenden Prägungen nicht berücksichtigt. Nicht am Euro teilnehmende EU-Mitglieder, z. B. das Vereinigte Königreich, sind dargestellt. Die 1- und 2-Euro-Münzen bis 2007 zeigen das Gebilde der EU-Länder vor der ersten Osterweiterung. Ab 2007 wurde auf den 10-, 20- und 50-Cent- sowie den 1- und 2-Euro-Münzen Europa ohne Ländergrenzen als Ganzes dargestellt (siehe unten Abschnitt Neugestaltung). Alle Münzen zeigen auch noch zwölf Sterne als Symbol Europas (siehe auch: Symbolik der Europaflagge).
| 1 Cent | 2 Cent | 5 Cent |

| 10 Cent | 20 Cent | 50 Cent |
| 1 Euro  | 2 Euro  |         |

### Überarbeitete gemeinsame Vorderseite
| 10 Cent | 20 Cent | 50 Cent |
| 1 Euro  | 2 Euro  |         |

Mit der Einführung des Euro am 1. Januar 2007 in Slowenien wurden die gemeinsamen Vorderseiten der Münzen einer Neugestaltung unterzogen. Statt wie bisher die 15 alten Mitgliedstaaten der Europäischen Union zeigen die revidierten Geldstücke die geographischen Umrisse Europas. In der generellen Übersicht wurde Island ausgespart, Zypern nicht der tatsächlichen Lage entsprechend dargestellt (wie auch die Kanarischen Inseln, die – wie schon zuvor – südlich der Iberischen Halbinsel positioniert sind) und bei den 1- und 2-Euro-Münzen nur ein Teil Finnlands gezeigt. Bei den 1- und 2-Euro-Münzen sowie den 10-, 20- und 50-Cent-Münzen wurde auf die Darstellung von Staatsgrenzen verzichtet. Die 1-, 2- und 5-Cent-Münzen wurden nicht geändert, obwohl auf dem abgebildeten Globus nur das Staatsgebiet der ersten 15 EU-Mitglieder markiert ist. Die meisten Euro-Länder begannen mit der Einführung der neuen Vorderseiten 2007. In Italien, Österreich, Portugal, San Marino und in der Vatikanstadt wurde die neue Vorderseite erst 2008 eingeführt.

### Nationale Rückseite der Münzen
Der Euro wurde am 1. Januar 1999 als Buchgeld, drei Jahre später als Bargeld eingeführt. Bereits 1998 begann man in Deutschland mit der Prägung von Euromünzen, die allerdings bis einschließlich des Prägejahres 2001 das Ausgabejahr 2002 auswiesen. Auch Irland, Italien, Luxemburg, Österreich, Portugal, San Marino und die Vatikanstadt sowie das 2001 der Eurozone beigetretene Griechenland nannten auf ihren ersten, schon vor dem Jahr 2002 geprägten Euromünzen das Ausgabejahr 2002. Die ersten Euromünzen Belgiens, Finnlands, Frankreichs, der Niederlande und Spaniens hingegen nannten die Prägejahre 1999 bis 2001, die Monacos 2001. Belgien, Monaco, die Niederlande und Spanien vermieden so das Risiko, auf den Münzen das zum Zeitpunkt der Prägung noch in der Zukunft liegende Ausgabejahr zu nennen, in dem das abgebildete Staatsoberhaupt möglicherweise nicht mehr im Amt sein könnte. Luxemburg und die Vatikanstadt scheuten dieses Risiko offenbar nicht.
Obwohl seit Anfang 2023 20 Staaten der EU an der Währungsunion beteiligt sind, gibt es Münzsätze von 24 verschiedenen Ländern.
In Andorra, das per Währungsabkommen mit der Eurozone assoziiert ist, gilt der Euro seit 1. April 2012 als gesetzliches Zahlungsmittel; die Ausgabe eigener Euromünzen erfolgte jedoch erst zum Jahreswechsel 2014/2015.
Monaco, San Marino und die Vatikanstadt sind ebenfalls keine EU-Mitglieder, befanden sich jedoch vor der Euroeinführung aufgrund von Währungsvereinbarungen in Währungsunion mit Frankreich bzw. Italien. Daher wurde es als notwendig erachtet, die jeweiligen Währungsvereinbarungen durch neue bilaterale Übereinkommen mit der Europäischen Union zu ersetzen, welche diesen Zwergstaaten das Recht einräumen, eigene Euromünzen zu prägen.
Jedes Land, das am Euro teilnimmt, hat seine eigene Gestaltung der Rückseite. Alle Münzen zeigen auf dieser Seite die Jahreszahl und die zwölf Sterne der EU-Flagge.
Die nationalen Seiten sind in eigenen Artikeln beschrieben:
- Andorranische Euromünzen
- Belgische Euromünzen
- Deutsche Euromünzen
- Estnische Euromünzen
- Finnische Euromünzen
- Französische Euromünzen
- Griechische Euromünzen
- Irische Euromünzen
- Italienische Euromünzen
- Kroatische Euromünzen
- Lettische Euromünzen
- Litauische Euromünzen
- Luxemburgische Euromünzen
- Maltesische Euromünzen
- Monegassische Euromünzen
- Niederländische Euromünzen
- Österreichische Euromünzen
- Portugiesische Euromünzen
- San-marinesische Euromünzen
- Slowakische Euromünzen
- Slowenische Euromünzen
- Spanische Euromünzen
- Vatikanische Euromünzen
- Zyprische Euromünzen

#### Gestaltungsleitlinien
Die Empfehlung der Kommission der Europäischen Gemeinschaften vom 29. September 2003 zu einem einheitlichen Vorgehen bei Änderungen der Gestaltung der nationalen Rückseiten der Euromünzen sah ein Moratorium für Veränderungen der Münzbilder der nationalen Vorderseiten der Euro- bzw. Cent-Umlaufmünzen vor. Bis Ende 2008 sollten diese unverändert bleiben, es sei denn, der auf der Münze abgebildete Staatschef wurde abgelöst. Es wurde lediglich bestimmt, dass „das Münzbild auf der nationalen Seite von zwölf Sternen umrandet sein und eine Jahreszahl aufweisen soll“. Das ließ den nationalen Münzgestaltern einen breiten Freiraum. So wurden die zwölf Sterne nicht immer in gleichen Abständen am Rand der Münze platziert, sondern zum Beispiel auch eng beieinander in Gruppen angeordnet, so dass Platz für das Münzmotiv oder die Beschriftung freigehalten wurde. Die 2-Euro-Gedenkmünzen der deutschen Bundesländerserie konnten dadurch auf dem Ring die Bezeichnung „Bundesrepublik Deutschland“ tragen.
Es änderte sich, als am 19. Dezember 2008 neue Leitlinien erlassen wurden, die bestimmten, dass auf der nationalen Seite der Euro-Umlaufmünzen das nationale Motiv sowie die Jahreszahl und der deutlich angegebene und leicht erkennbare volle oder abgekürzte Name des Ausgabestaats von den zwölf europäischen Sternen umrandet werden sollen. Die Sterne sollten wie auf der europäischen Flagge angeordnet sein. Auf eine Wiederholung des Nennwerts der Münze oder der Währungsbezeichnung bzw. ihrer Unterteilung auf der nationalen Seite sollte verzichtet werden, außer wenn im entsprechenden Land ein anderes als das lateinische Schriftsystem verwendet wird. Die Ausgabestaaten sollten zwar die Möglichkeit haben, ihre nationalen Seiten der Euro-Umlaufmünzen den Gestaltungsleitlinien anzupassen, ansonsten sollten die Motive nicht verändert werden, es sei denn, es sei ein Wechsel des auf der Münze abgebildeten oder genannten Staatsoberhaupts erfolgt. Scheidet das Staatsoberhaupt (etwa durch Tod oder Amtsverzicht) aus dem Amt, ist eine sofortige Neugestaltung der Münzen möglich. Allerdings ist es nicht mehr gestattet, für den Zeitraum zwischen dem Ausscheiden des alten Staatsoberhaupts und der Bestellung des neuen einen eigenen Münzsatz herauszugeben (wie es 2005 in der Vatikanstadt, während der Sedisvakanz nach dem Tod von Papst Johannes Paul II., geschah). Den Ausgabestaaten solle gestattet werden, Münzmotive, die das Staatsoberhaupt darstellen, alle fünfzehn Jahre zu aktualisieren, um Änderungen im Erscheinungsbild des Staatsoberhaupts Rechnung zu tragen.
Durch diese Leitlinien ist die kreisförmige Anordnung der zwölf Sterne in 30°-Intervallen vorgeschrieben, wie die Platzierung der die Stunden anzeigenden Ziffern einer Uhr. Das durch die Europaflagge vorgegebene Verhältnis der Größe eines Sternes zum Radius des Kreises, auf dem die Mittelpunkte der Sterne liegen, kann auf den Münzen nicht streng eingehalten werden – die Sterne wären dann etwa bei den 2-Euro-Münzen deutlich größer als der beprägbare Teil des Ringes.

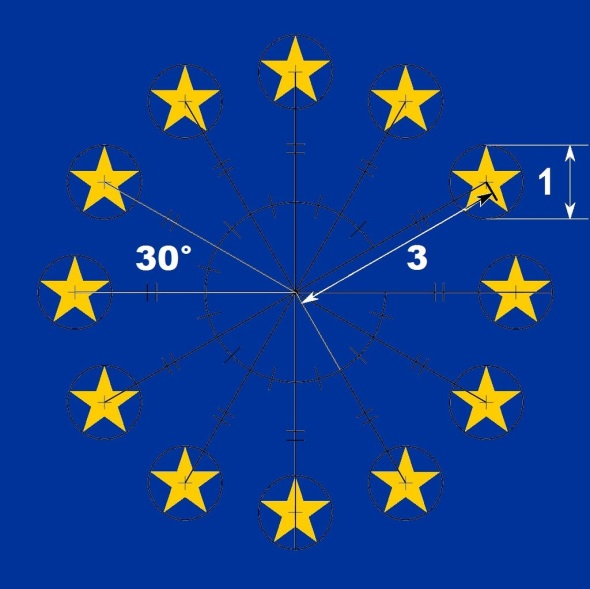
Größenrelation der Sterne
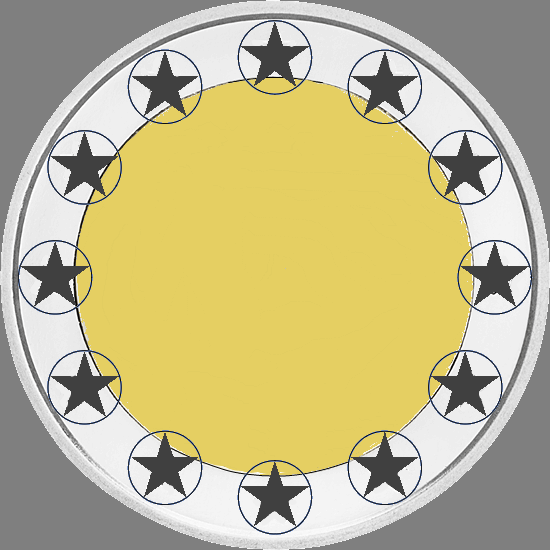
Entsprechende Darstellung auf einer 2-Euro-Münze
2-Euro-Münze Deutschland 2013 mit großen Sternen
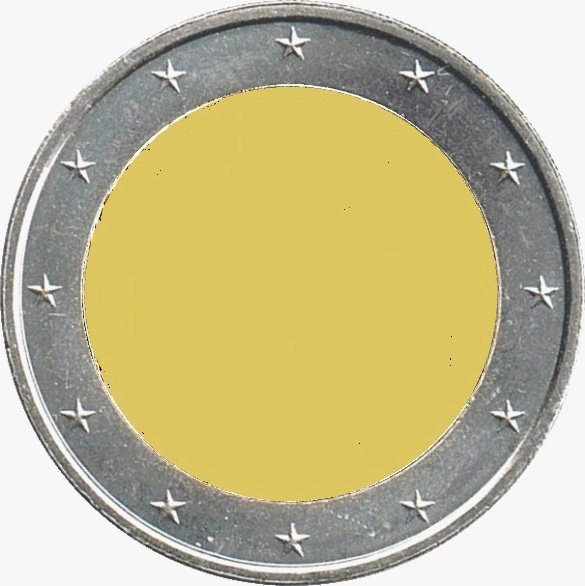
2-Euro-Münze Niederlande 2014 mit strukturierten Sternen

Die z. B. von Deutschland 2013 (für die Gedenkmünze Baden-Württemberg) gewählte Darstellung, bei der die Sterne so groß wie möglich den Ring füllen, kommt dem Erscheinungsbild der Europaflagge am nächsten. Die z. B. von den Niederlanden 2014 (Abschiedsfeier für Beatrix) gewählte Darstellung mit deutlich kleineren, an den Außenrand gerückten und zudem strukturierten Sternen zeigt aber, dass auch diese Leitlinien noch Spielraum bieten.
Den Gestaltungsleitlinien wird teilweise nicht entsprochen. So ist die Darstellung des – stilisierten – Landeskürzels RF auf der französischen Gedenkmünze 2012/2 sowie das FI auf der finnischen Gedenkmünze 2013/2 weder deutlich noch leicht erkennbar. Die Luxemburger Gedenkmünze 2014/2 weist den Ausgabestaat nicht einmal durch ein Landeskürzel aus.

#### Neugestaltung
Die nationalen Seiten der Kursmünzen mehrerer Euroländer entsprechen nicht den 2008 erlassenen Gestaltungsleitlinien. Die Münzen Österreichs zeigen den jeweiligen Nennwert in Worten oder Ziffern sowie die Angabe EURO CENT bzw. EURO, ferner fehlt – wie auch bei den deutschen und griechischen Kursmünzen – die Landesbezeichnung. Bei den niederländischen Kursmünzen der ersten Prägeserie (1999–2013) waren Landesbezeichnung und Jahresangabe nicht von den zwölf europäischen Sternen umrandet und die Sterne zudem nicht wie auf der europäischen Flagge angeordnet. Das Gleiche trifft auf die luxemburgischen Centmünzen zu. Bei den slowenischen Kursmünzen sind Landesbezeichnung und Jahresangabe ebenfalls nicht von den Europasternen umgeben und die 10-Cent-Münze zeigt die Sterne nicht wie auf der Europaflagge. Letzteres trifft auch auf die italienische 2-Cent-Münze zu.
Die bisherigen Euro-Länder müssen die Darstellungen ihrer Kursmünzen jedoch nicht sogleich an die Gestaltungsleitlinien anpassen; eine Frist zur Überarbeitung wurde in den Leitlinien von 2008 nicht festgelegt. Finnland begann mit der Neugestaltung bereits 2007, Belgien folgte 2008 und Spanien 2010. Abmessungen, Masse und andere technische Spezifikationen der Münzen bleiben unverändert, um den Übergang von alten zu neuen Münzen nicht zu erschweren.
Bei den drei auf die 2008 erlassenen Gestaltungsleitlinien folgenden Ausgaben der deutschen Bundesländerserie (2010, 2011 und 2012) wurde das aus Platzgründen eingeführte Landeskürzel D (das die Langfassung Bundesrepublik Deutschland ersetzte) zwischen den Sternen in „12- und 1-Uhr-Position“ (bezeichnet in Analogie zum Zifferblatt) platziert, die zweigeteilte Jahreszahl zwischen dem „7- und dem 5-Uhr-Stern“. Offenbar bestand also ein Interpretationsspielraum darüber, was „von den zwölf europäischen Sternen umrandet“ bedeutet. Beginnend mit den Gedenkmünzen 2013 befinden sich das D und die Jahreszahl innerhalb des Sternenkreises auf der Pille – wo es allerdings u. U. mit dem (nur unwesentlich kleineren) Münchener Münzstättenzeichen D verwechselt werden kann.
Die Richtlinien zur Neugestaltung der nationalen Rückseiten wurden am 18. Juni 2012 konkretisiert und am 24. Juni 2014 neu gefasst. Nunmehr bleibt der Ring allein der Darstellung der zwölf Sterne vorbehalten, ausgenommen auf den Ring ragende einzelne Gestaltungselemente, solange alle Sterne deutlich und vollständig sichtbar bleiben. Ggfs. notwendige Anpassungen der nationalen Seiten von Kursmünzen an die Gestaltungsleitlinien können jederzeit vorgenommen werden, sind jedoch laut Artikel 1 g der Verordnung binnen fünfzig Jahren, spätestens zum 20. Juni 2062, zu vollziehen. Unbeschadet etwaiger Änderungen, die erforderlich sind, um Münzfälschungen zu verhindern, dürfen die auf den nationalen Seiten der Kursmünzen verwendeten Gestaltungen nur alle 15 Jahre geändert werden. Diese 15-Jahres-Intervalle betreffen nunmehr alle Kursmünzen, nicht mehr nur die mit Abbildungen von Staatsoberhäuptern. Bereits vorgenommene und genehmigte Änderungen von nationalen Münzseiten bleiben bestehen. Alle bisherigen Euromünzen behalten ihren Wert und bleiben im Umlauf.

## Randbeschriftung von 2-Euro-Münzen
Da die Ronden vorgefertigt werden und beim Einpressen der Pillen zufällig die eine oder die andere Seite oben liegt, gibt es zwei Ansichts-Varianten.
Die Randprägungen stellen, soweit sie nicht nur aus der Ziffer 2 und Sternen bestehen, Folgendes dar:
- Deutschland: die Worte „Einigkeit und Recht und Freiheit“ und Bundesadler
- Estland: Landesname auf Estnisch
- Finnland: Landesname auf Finnisch und Schwedisch / 3 Löwen
- Griechenland: Staatsname „Hellenische Republik“ auf Griechisch
- Kroatien: die Worte „O schöne, o liebe, o süße Freiheit“ auf Kroatisch
- Lettland: die Worte „Gott segne Lettland“ auf Lettisch
- Litauen: die Worte „Freiheit, Einheit, Wohlergehen“ auf Litauisch
- Malta: Malteserkreuze
- Niederlande: die Worte „Gott sei mit uns“ auf Niederländisch (siehe auch Gott mit uns)
- Österreich: „2 Euro“
- Portugal: sieben Kastelle und fünf Wappenschilde
- Slowakei: Staatsname „Slowakische Republik“ auf Slowakisch / Lindenblatt
- Slowenien: Landesname auf Slowenisch
- Zypern: „2 Euro“ in griechischer und lateinischer Schrift

## Sondermünzen

### 2-Euro-Gedenkmünzen

Die erste Gemeinschaftsausgabe der 2-Euro-Gedenkmünze, österreichische Version

2-Euro-Gedenkmünzen unterscheiden sich von Kursmünzen (lt. EU: „regulären Münzen“) nur dadurch, dass ihre nationale Seite durch eine spezielle Gedenkseite ersetzt wird. Die gemeinsame Seite sowie alle weiteren Eigenschaften wie Nennwert, Farbe, Dicke und Durchmesser sind unverändert. Die Auflagen dieser Gedenkmünzen sind festgelegt. 2-Euro-Gedenkmünzen sind (im Gegensatz zu Sammlermünzen) für den Umlauf bestimmt und in allen Euroländern gültig.
Seit 2004 können alle Staaten des Euroraumes 2-Euro-Gedenkmünzen herausgeben; den Anfang machte Griechenland anlässlich der Olympischen Spiele 2004. Jedes Ausgabeland konnte bis zum 16. August 2012 nur eine Gedenkmünze im Jahr in Umlauf bringen. Seit diesem Stichtag darf jeder Mitgliedstaat, dessen Währung der Euro ist, pro Jahr zwei 2-Euro-Gedenkmünzen prägen. Zusätzliche Gedenkmünzen sind möglich, wenn die Position des Staatsoberhaupts vorübergehend nicht oder nur vorläufig besetzt ist, oder wenn die Staaten der Eurozone eine gemeinsame Gedenkmünze ausgeben.
Im März 2007 erschien eine Gemeinschaftsausgabe der 2-Euro-Gedenkmünzen zum 50. Jahrestag der Unterzeichnung der Römischen Verträge. Sie wurde von allen 13 damaligen den Euro emittierenden EU-Staaten (d. h. ohne Beteiligung Monacos, San Marinos und der Vatikanstadt) ausgegeben. Die Münze ist in allen Ländern gleich gestaltet und unterscheidet sich nur durch den jeweiligen Landesnamen und die Sprache der Inschrift Römische Verträge – 50 Jahre. Die zweite gemeinsame 2-Euro-Gedenkmünze erschien am 1. Januar 2009 aus Anlass des zehnjährigen Bestehens der Europäischen Wirtschafts- und Währungsunion. Die dritte Gemeinschaftsausgabe wurde am 1. Januar 2012 anlässlich des zehnjährigen Jubiläums der Einführung des Euro-Bargelds ausgegeben, eine vierte ist 2015 zum 30-jährigen Jubiläum der Europaflagge erschienen.
Bis Ende 2014 hatten 21 der seinerzeit 22 Euro-Länder insgesamt 978 Millionen 2-Euro-Gedenkmünzen ausgegeben. Nach Angaben der EZB betrug das Volumen umlaufender 2-Euro-Münzen – Kursmünzen und Gedenkmünzen – zu diesem Zeitpunkt 5284 Millionen. Die bis Ende 2014 ausgegebenen 2-Euro-Gedenkmünzen stellten demnach maximal (auch defekte Gedenkmünzen werden ggfs. aus dem Verkehr gezogen und durch neue Kursmünzen ersetzt) 18,5 % der zu diesem Zeitpunkt umlaufenden 2-Euro-Münzen.

Mit Stand Ende 2015 ergaben sich folgende Zahlen: 

Deutsche 2-Euro-Gedenkmünze, Bundesländer-Serie ab 2006, Motiv 2006: Schleswig-Holstein

| Land         | Gedenkmünzen-Auflage | Anteil an Gedenkmünzen-Gesamtauflage in % | Auflage umlaufender 2-Euro-Münzen | Anteil der Gedenkmünzen an umlaufenden 2-Euro-Münzen in % |
| ------------ | -------------------- | ----------------------------------------- | --------------------------------- | --------------------------------------------------------- |
| Andorra      |                      |                                           |                                   |                                                           |
| Belgien      | 0.055.862.000        | 005,02                                    | 01,00                             |                                                           |
| Deutschland  | 0.473.767.710        | 042,54                                    | 08,52                             |                                                           |
| Estland      | 0.002.350.000        | 000,21                                    | 00,04                             |                                                           |
| Finnland     | 0.027.100.000        | 002,43                                    | 00,49                             |                                                           |
| Frankreich   | 0.109.809.396        | 009,86                                    | 01,97                             |                                                           |
| Griechenland | 0.051.986.549        | 004,67                                    | 00,93                             |                                                           |
| Irland       | 0.010.818.887        | 000,97                                    | 00,19                             |                                                           |
| Italien      | 0.170.629.640        | 015,32                                    | 03,07                             |                                                           |
| Lettland     | 0.004.040.000        | 000,36                                    | 00,07                             |                                                           |
| Litauen      | 0.001.750.000        | 000,16                                    | 00,03                             |                                                           |
| Luxemburg    | 0.018.433.300        | 001,66                                    | 00,33                             |                                                           |
| Malta        | 0.004.420.000        | 000,40                                    | 00,08                             |                                                           |
| Monaco       | 0.001.537.009        | 000,14                                    | 00,03                             |                                                           |
| Niederlande  | 0.048.998.000        | 004,40                                    | 00,88                             |                                                           |
| Österreich   | 0.034.550.000        | 003,10                                    | 00,62                             |                                                           |
| Portugal     | 0.012.090.000        | 001,09                                    | 00,22                             |                                                           |
| San Marino   | 0.001.673.800        | 000,15                                    | 00,03                             |                                                           |
| Slowakei     | 0.009.500.000        | 000,85                                    | 00,17                             |                                                           |
| Slowenien    | 0.009.400.000        | 000,84                                    | 00,17                             |                                                           |
| Spanien      | 0.061.336.492        | 005,51                                    | 01,10                             |                                                           |
| Vatikanstadt | 0.001.383.168        | 000,12                                    | 00,02                             |                                                           |
| Zypern       | 0.002.350.000        | 000,21                                    | 00,04                             |                                                           |
| Gesamt       | 1.113.785.951        | 100,00                                    | 5.563.000.000                     | 20,02                                                     |

### Sammlermünzen
Neben den in allen Teilnehmerländern als gesetzliches Zahlungsmittel gültigen Euro-Kursmünzen ist jedes an der Währungsunion teilnehmende Land berechtigt, Sammlermünzen herauszugeben.
Sammlermünzen unterscheiden sich im Nennwert sowie in mindestens zwei der drei Kriterien Dicke, Durchmesser und Farbe von den Kursmünzen. Diese Sammlermünzen sind nur im herausgebenden Land gesetzliches Zahlungsmittel. Da Sammler- und Materialwert der Goldmünzen deren Nennwert deutlich übersteigen, spielen sie im Zahlungsverkehr selten eine Rolle. Auch die deutschen Silbermünzen, die zum Nennwert ausgegeben werden, kommen im Umlauf selten vor.
Aufgrund einer EU-Verordnung vom 4. Juli 2012 müssen die Sammlermünzen andere Nennwerte aufweisen als die regulären Umlaufmünzen (1, 2, 5, 10, 20 und 50 Cent sowie 1 und 2 Euro). Dieser Forderung wird in der Regel dadurch entsprochen, dass Sammlermünzen Nennwerte von mehr als 2 Euro aufweisen. Oftmals entsprechen sie den Nennwerten der Banknoten (5, 10, 50, 100 und 200 Euro), jedoch gibt es in manchen Staaten auch Sammlermünzen mit ungewöhnlichen Nennwerten:
- Belgien: 12½- und 25-Euro-Goldmünzen
- Deutschland: 11-Euro-Silbermünzen
- Estland: 12-Euro-Silbermünzen
- Frankreich: ¼-, 1½- und 15-Euro-Silbermünzen.[92] Eine 5-Euro-Münze aus 333er Silber wird im Land teilweise als Umlaufmünze verwendet.[93]
- Irland: 15-Euro-Silbermünzen
- Litauen: rechteckige 19,18-Euro-Silbermünze
- Luxemburg: 175- und 700-Eurocent-Silbermünze[94] und 25-Euro-Silbermünzen
- Österreich: Neuneckige 5-Euro-Münzen aus Kupfer oder 80 % Silber. Es gibt auch 3-Euro-Münzen sowie 25-Euro-Bimetallmünzen (Ring aus 900er Silber, Kern aus Niob).[95] Auch die Wiener Philharmoniker in Silber (mit einem Nennwert von 1½ Euro)[96] und in Gold (mit Nennwerten von 4, 10, 25, 50, 100, 2.000 Euro sowie 100.000 Euro) gelten als Euro-Sammlermünzen.
- Portugal: ¼-Euro-Goldmünzen, 1½-, 2½- und 8-Euro-Münzen aus Kupfer, Silber oder Gold, sowie 7½-Euro-Münzen aus Kupfer oder Gold.[97]
- Slowenien: 3-Euro-Bimetallmünzen und 30-Euro-Silbermünzen.[98]
- Spanien: 12-Euro-Silbermünzen. Von vier 300-Euro-Münzen sind zwei rund, etwa 1 kg schwer und haben am Rand eine Nummerierung (z. B. „001/500“); zwei sind 12-eckig, haben eine ebenfalls 12-eckige Pille aus Gold, in die außerhalb des Mittelpunkts nochmals eine Pille (Basket- bzw. Fußball darstellend) eingefügt ist, die wie der Ring aus Silber besteht. Weil zwei Legierungen verarbeitet sind, werden sie auch als Bimetallmünzen bezeichnet; weil aus drei Teilen zusammengesetzt, werden sie mitunter als Trimetallmünzen bezeichnet.

| Nennwert        | AD | AT | BE | CY | DE | EE | ES | FI | FR | GR | HR | IE | IT | LT | LU | LV | MC | MT | NL | PT | SI | SK | SM | VA | Anzahl Staaten |
| --------------- | -- | -- | -- | -- | -- | -- | -- | -- | -- | -- | -- | -- | -- | -- | -- | -- | -- | -- | -- | -- | -- | -- | -- | -- | -------------- |
| 15 Cent         |    |    |    |    |    |    | ●  |    |    |    |    |    |    |    |    |    |    |    |    |    |    |    |    |    | 01             |
| 0,25 €          |    |    |    |    |    |    |    |    | ●  |    |    |    | ●  |    |    |    |    |    |    | ●  |    |    |    |    | 03             |
| 40 Cent         |    |    |    |    |    |    |    |    |    |    |    |    |    |    | ●  |    |    |    |    |    |    |    |    |    | 01             |
| 1,25 €          | ●  |    |    |    |    |    |    |    |    |    |    |    |    |    |    |    |    |    |    |    |    |    |    |    | 01             |
| 1,50 €          |    | ●  |    |    |    |    | ●  |    | ●  | ●  |    |    |    | ●  |    |    |    | ●  |    | ●  |    |    |    |    | 07             |
| 175 Cent        |    |    |    |    |    |    |    |    |    |    |    |    |    |    | ●  |    |    |    |    |    |    |    |    |    | 01             |
| 2,50 €          |    |    | ●  |    |    |    |    |    |    |    |    |    |    |    | ●  | ●  |    | ●  |    | ●  |    |    |    |    | 05             |
| 3,00 €          |    | ●  |    |    |    |    |    |    |    |    |    |    | ●  |    |    |    |    | ●  |    |    | ●  |    |    |    | 04             |
| 3,33 €          |    |    |    |    |    |    |    |    |    |    |    |    |    |    |    |    |    |    |    |    |    | ●  |    |    | 01             |
| 4,00 €          |    | ●  |    |    |    |    |    |    |    |    | ●  |    | ●  |    |    |    |    |    |    |    |    |    |    |    | 03             |
| 5,00 €          | ●  | ●  | ●  | ●  | ●  |    | ●  | ●  | ●  | ●  |    | ●  | ●  | ●  | ●  | ●  | ●  | ●  | ●  | ●  |    | ●  | ●  | ●  | 21             |
| 6,00 €          |    |    |    |    |    |    |    |    |    | ●  | ●  |    | ●  |    |    |    |    |    |    |    |    |    |    |    | 03             |
| 700 Cent        |    |    |    |    |    |    |    |    |    |    |    |    |    |    | ●  |    |    |    |    |    |    |    |    |    | 01             |
| 7,00 €          |    |    |    |    |    | ●  |    |    |    |    |    |    |    |    |    |    |    |    |    |    |    |    |    |    | 01             |
| 7,50 €          |    |    |    |    |    |    |    |    | ●  |    |    |    |    |    |    |    |    |    |    | ●  |    |    |    |    | 02             |
| 8,00 €          |    |    |    |    |    | ●  |    |    |    |    | ●  |    |    |    |    |    |    |    |    | ●  |    |    |    |    | 03             |
| 10,00 €         |    | ●  | ●  |    | ●  | ●  | ●  | ●  | ●  | ●  | ●  | ●  | ●  | ●  | ●  | ●  | ●  | ●  | ●  | ●  |    | ●  | ●  | ●  | 21             |
| 11,00 €         |    |    |    |    | ●  |    |    |    |    |    |    |    |    |    |    |    |    |    |    |    |    |    |    |    | 01             |
| 12,00 €         |    |    |    |    |    | ●  | ●  |    |    |    |    |    |    |    |    |    |    |    |    |    |    |    |    |    | 02             |
| 12,50 €         |    |    | ●  |    |    |    |    |    |    |    |    |    |    |    |    |    |    |    |    |    |    |    |    |    | 01             |
| 14,00 €         |    |    |    |    |    | ●  |    |    |    |    |    |    |    |    |    |    |    |    |    |    |    |    |    |    | 01             |
| 15,00 €         |    |    |    |    |    | ●  |    |    | ●  |    |    | ●  |    |    | ●  |    |    | ●  |    |    |    |    |    |    | 05             |
| 19,18 €         |    |    |    |    |    |    |    |    |    |    |    |    |    | ●  |    |    |    |    |    |    |    |    |    |    | 01             |
| 20,00 €         |    | ●  | ●  | ●  | ●  | ●  | ●  | ●  | ●  | ●  |    | ●  | ●  | ●  | ●  | ●  | ●  | ●  | ●  |    |    | ●  | ●  | ●  | 20             |
| 25,00 €         |    | ●  | ●  |    | ●  | ●  | ●  |    | ●  |    | ●  |    | ●  |    | ●  |    |    | ●  |    |    |    | ●  |    | ●  | 12             |
| 30,00 €         |    |    |    |    |    |    | ●  |    |    |    |    |    |    |    |    |    |    | ●  |    |    | ●  |    |    |    | 03             |
| 40,00 €         |    |    |    |    |    |    | ●  |    |    |    |    |    |    |    |    |    |    |    |    |    |    |    |    |    | 01             |
| 50,00 €         | ●  | ●  | ●  |    | ●  |    | ●  | ●  | ●  | ●  |    |    | ●  | ●  |    |    |    | ●  | ●  |    |    |    | ●  | ●  | 14             |
| 75,00 €         |    |    |    |    |    |    |    |    |    |    |    |    |    |    |    | ●  |    |    |    |    |    |    |    |    | 01             |
| 100,00 €        |    | ●  | ●  |    | ●  | ●  | ●  | ●  | ●  | ●  | ●  | ●  |    | ●  | ●  |    | ●  | ●  |    |    | ●  | ●  |    | ●  | 17             |
| 106,00 €        |    |    |    |    |    |    |    |    |    |    | ●  |    |    |    |    |    |    |    |    |    |    |    |    |    | 01             |
| 200,00 €        |    |    |    |    | ●  |    | ●  |    | ●  | ●  | ●  |    |    |    |    |    |    |    |    |    |    |    |    | ●  | 06             |
| 250,00 €        |    |    |    |    |    |    |    |    | ●  |    |    |    |    |    | ●  |    |    |    |    |    |    |    |    |    | 02             |
| 300,00 €        |    |    |    |    |    |    | ●  |    |    |    |    |    |    |    |    |    |    |    |    |    |    |    |    |    | 01             |
| 400,00 €        |    |    |    |    |    |    | ●  |    |    |    |    |    |    |    |    |    |    |    |    |    |    |    |    |    | 01             |
| 500,00 €        |    |    |    |    |    |    |    |    | ●  |    |    |    |    |    |    |    |    | ●  |    |    |    |    |    |    | 02             |
| 1.000,00 €      |    |    |    |    |    |    |    |    | ●  |    |    |    |    |    |    |    |    |    |    |    |    |    |    |    | 01             |
| 2.000,00 €      |    | ●  |    |    |    |    |    |    |    |    |    |    |    |    |    |    |    |    |    |    |    |    |    |    | 01             |
| 2.500,00 €      |    |    |    |    |    |    |    |    | ●  |    |    |    |    |    |    |    |    |    |    |    |    |    |    |    | 01             |
| 5.000,00 €      |    |    |    |    |    |    |    |    | ●  |    |    |    |    |    |    |    |    |    |    |    |    |    |    |    | 01             |
| 10.000,00 €     |    |    |    |    |    |    |    |    | ●  |    |    |    |    |    |    |    |    |    |    |    |    |    |    |    | 01             |
| 100.000,00 €    |    | ●  |    |    |    |    |    |    |    |    |    |    |    |    |    |    |    |    |    |    |    |    |    |    | 01             |
| Anzahl Nominale | 3  | 11 | 8  | 2  | 8  | 9  | 14 | 5  | 17 | 8  | 8  | 5  | 9  | 7  | 11 | 5  | 4  | 12 | 4  | 7  | 3  | 6  | 4  | 7  | 1770           |

## Eurovorläufer, Mustermünzen und Testprägungen
Diese Prägungen sind keine offiziellen Zahlungsmittel und sind daher nicht als Münzen, sondern als Medaillen zu bezeichnen. Die Mustermünzen und Testprägungen kommen in aller Regel nicht von der Zentralbank bzw. den nationalen Münzprägestätten. Vielmehr handelt es sich um Fantasieprägungen durch Privatpersonen oder Münzhandelsfirmen; das Design gibt daher auch nicht das mögliche Aussehen späterer offizieller Europrägungen dieser Länder wieder. Mustermünzen und Testprägungen werden für praktisch alle EU-Länder, die den Euro noch nicht eingeführt haben, angeboten. In einigen Ländern, so auch in Deutschland, stehen diese Medaillen unter Umständen in einem Widerspruch zu gültigen Münzverordnungen.
Weiterhin gab es sogenannte Eurovorläufer, regional gültige Pseudo-Währungen.
Zudem wurden Entwürfe für dänische Euromünzen vorgestellt. Ihre Einführung war für 2004 vorgesehen, jedoch lehnten die Dänen in einer Volksabstimmung im Jahr 2000 den Euro ab. Die Entwürfe entsprechen nicht mehr den inzwischen geltenden Gestaltungsrichtlinien, und die abgebildete Königin Margrethe II. ist seit 2024 nicht mehr im Amt.